# Mappy World
Mappy World (マッピーワールド Mappī Warudo?, "El Mundo de Mappy") es un videojuego Remake de los 80 para arcade de Namco Mappy, fue lanzado para móviles que fue publicado por Bandai Namco Games el septiembre de 2011 (como EZ), solo en Japón.